# کاروانسرای میدان
کاروانسرای میدان مربوط به دوره قاجار است و در شهرستان بوانات، بخش مرکزی، مجاور جاده سوریان واقع شده و این اثر در تاریخ ۲۵ اسفند ۱۳۸۰ با شمارهٔ ثبت ۵۶۹۱ به‌عنوان یکی از آثار ملی ایران به ثبت رسیده است.